# Dora Jung

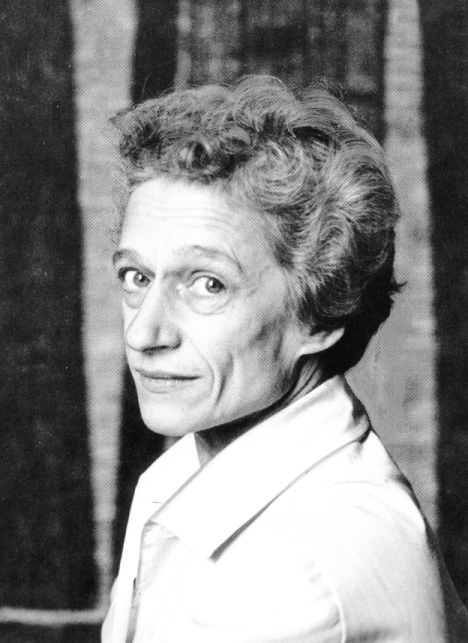
Dora Jung, 1956

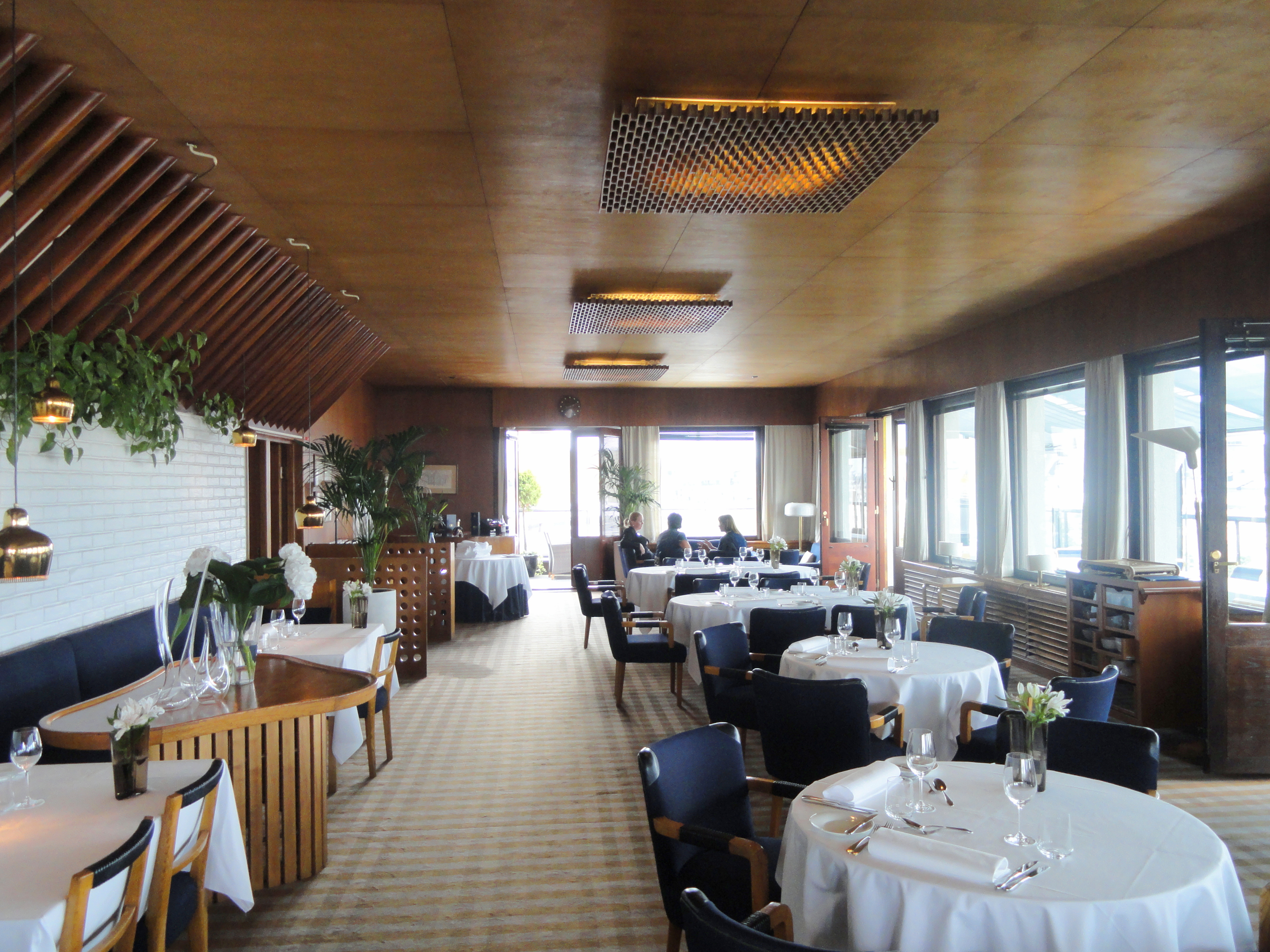
Restaurant Savoy in Helsinki von Aino Aalto und Alvar Aalto in Kooperation mit Dora Jung und Artek

Dora Elisabet Jung (* 16. Oktober 1906 in Helsinki; † 19. Dezember 1980 ebenda) war eine finnische Textilkünstlerin.

## Leben
Jung arbeitete mit der in der finnischen Textilkunst ungewöhnlichen Damasttechnik. Sie entwarf viele monumentale Werke für öffentliche Einrichtungen. Bekannt ist der von ihr im Jahr 1961 für die Burg von Turku entworfene Gobelin Katarina Jagellonica und der für die Finlandiahalle in Helsinki geschaffene Bühnenvorhang.
Dora Jung galt als eine Erneuerin der finnischen Textilkunst.